# Pierre Guillaume Renaud
Pierre Guillaume Renaud (Den Haag, 3 april 1807 - aldaar, 29 december 1890) was een Nederlands organist, dirigent en componist.
Hij was zoon van de Haagse organist en muziekonderwijzer Guillaume Renaud (Harderwijk, gedoopt 19 december 1784 - Maassluis, 4 januari 1859) en Adriana Helena Eijsenbroek, die hem op 12 april 1807 lieten dopen binnen de Haagse Waals-Hervormde gemeente. Vader had weinig muzikale achtergrond en kennis, maar stond in 1855 bekend vanwege zijn improvisaties en fantasieën; hij was de laatste jaren gevestigd in Maassluis. Pierre Guillaume huwde Johanna Cecilia Gertrudis van den Abeelen. Het echtpaar kreeg twee zonen, beiden werden ingenieur.
Al op zevenjarige leeftijd kreeg hij muziekonderwijs, waarbij een keur aan muziekinstrumenten voorbijkwam (viool, piano, orgel, hoorn). De hoeveelheid zou later tot enige oppervlakkigheid leiden behalve op piano en orgel. De jonge Renaud werd op vijftienjarige leeftijd net als zijn vader organist van de Remonstrantse kerk. Hij speelde al eerder met zijn vader mee tijdens orgelconcerten. Zijn vader stuurde echter aan op een kantoorloopbaan. Renaud bleef zich in muziek bekwamen door les te nemen bij G.F.Chr. Volcke, docent muziektheorie muziekschool Den Haag en kapelmeester van een Regiment Infanterie. Toch zou hij grotendeels autodidact blijven.
In 1887 ging hij als organist met pensioen. Hij was oprichter van liedertafel Caecilia in 1830 aldaar en was er tot 1857 ook dirigent. Hij was erelid van diverse plaatselijke verenigingen als ook van de Maatschappij tot Bevordering der Toonkunst. Hij schreef tevens artikelen onder pseudoniem Matino voor het muziekblad Caecilia.
Zijn composities bevonden zich op het vlak van gemengd- en mannenkoor al dan niet met begeleiding, enkele ouvertures en werken voor orgel en piano. Te noemen zijn Hymne du dimanche, Krijgszang (met koperensemble) en de cantate Het land der zaligen.